# Mohanganj
Mohanganj (en bengali : মোহনগঞ্জ) est une upazila du Bangladesh dans le district de Netrokona. En 1991, on y dénombrait 129 415 habitants.